# ألكسندر كريستوفاو
ألكسندر دومينيغيز كريستوفاو مفوتيلا مواليد 14 مارس 1993 في أنغولا، هو لاعب كرة قدم أنغولي.

## روابط خارجية
ألكسندر كريستوفاو على موقع ناشيونال فوتبول تيمز (الإنجليزية)
- ألكسندر كريستوفاو على موقع Soccerway.com (الإنجليزية)